# Roguina suturalis
Roguina suturalis är en insektsart som beskrevs av Young 1986. Roguina suturalis ingår i släktet Roguina och familjen dvärgstritar. Inga underarter finns listade i Catalogue of Life.